# 喬智明
喬 智明（きょう ちめい、? - 313年）は、中国の西晋及び五胡十六国時代の漢（後の前趙）の政治家・軍人。字は元達。鮮卑前部の出身。

## 生涯
幼いときに両親を亡くした。その際の悲しみぶりは礼を超える程であった。 大人になると、徳行によって名を馳せ、周囲の人から称えられた。成都王司馬穎により召し出され、輔国将軍となった。
永寧元年（301年）、司馬穎が趙王司馬倫を破ると、上表して喬智明を殄寇将軍とし、隆慮県と共県の県令に任命された。2県の住民は、喬智明を愛して「神君」と呼んだ。
部族の張兌が、父の仇討ちの為に殺人の罪を犯し投獄された。張兌の母は年老いた上に独り身で、また妻との間には子がいなかった。喬智明はこれを不憫に思い、刑を執行しなかった。１年余りして、喬智明は張兌の妻を入獄させ、二人で共同生活することを許した。張兌は喬智明の行為に深く感動した。ある人が張兌に逃亡を勧めたが、張兌は「これだけの事をしていただいているのに、どうして逃亡など出来るというのか。もしここから逃れたとしても、何の面目があって世間で生きていくというのか」と述べ、拒否した。張兌の妻は、獄中で男子を出産した。後に、朝廷が大赦を下し、張兌は釈放された。彼の仁政は、このようなものであった。
永安元年（304年）、東海王司馬越が恵帝を奉じて、鄴にいる丞相司馬穎討伐を掲げて挙兵した。司馬穎は喬智明を折衝将軍・参丞相前鋒軍事に任じた。喬智明は司馬穎に帝の乗輿を奉迎するように進言し、遠回しに降伏を進めた。司馬穎は大いに怒り、「卿は名声が知れ渡っており、私に身を委ねている。主上（恵帝）は群小の者どもに無理やり迫られて、偽の罪状で私を誅しようとしている。にもかかわらず、卿は私に手を縛られて刑に服せと言うのか。共に義を為すのはまさに今ではないのか」と述べた。喬智明はこれを聞くと、反論するのを止めた。
永嘉の乱が起こると、漢帝劉淵の下に降り、彼の事業に参画した。廷尉に任じられた。
永嘉4年（310年）、劉淵が病床に伏すようになると、冠軍大将軍・領単于右輔に任じられた。後に司隷校尉となった。
建興元年（313年）10月、劉聡の命により劉曜と共に長安を攻撃した。11月、麹允が兵を率いて劉曜を仕掛けると、漢軍は大敗し、戦乱の最中に喬智明は戦死した。